# Sowieck (stacja kolejowa)
Sowieck (ros. Советск) – węzłowa stacja kolejowa w miejscowości Sowieck, w obwodzie królewieckim, w Rosji. Węzeł linii Pojegi - Czerniachowsk z liniami do Niemania i Królewca. Jest to rosyjska stacja graniczna na granicy z Litwą.

## Historia
Stacja powstała w XIX w., gdy te tereny należały do Niemiec. Nosiła wówczas nazwę Tilsit (pol. Tylża).
W latach 1920–1939 niemiecka stacja graniczna. Do 1923 z okręgiem Kłajpedy, następnie z Litwą. Ponownie została stacją graniczną, tym razem rosyjską, po rozpadzie Związku Sowieckiego.